# Organoblech
Organobleche sind Faserverbundwerkstoffe, die im Automobil- und Flugzeugbau eingesetzt werden. Weitere Potenziale bestehen bei der Fertigung von Frontends, Sitzen, Trägern und Pedalen.
Organobleche sind Faser-Matrix-Halbzeuge. Sie bestehen aus einem Fasergewebe oder einem Fasergelege, die in eine thermoplastische Kunststoffmatrix eingebettet sind. Die Vorteile einer thermoplastischen Matrix liegen in der Warmumformfähigkeit der Halbzeuge und den daraus resultierenden kürzeren Prozesszeiten im Vergleich zu konventionellen duroplastischen Faserverbundwerkstoffen. Dies ist besonders in der Automobilindustrie mit ihren kurzen Prozesszeiten von hohem Interesse. Häufig verwendete Faserwerkstoffe sind Glas, Aramid und Kohlenstoff (Carbon). Bei Geweben und Gelegen können die Fasern auch rechtwinklig zueinander verlaufen, so dass die mechanischen Eigenschaften von Organoblech wie Steifigkeit, Festigkeit und Wärmeausdehnung besser als bei ihren metallischen Vorbildern definiert werden können. Im Gegensatz zu Metallblechen sind das Zug- und Druckverhalten sowie andere mechanische und thermische Eigenschaften nicht isotrop.
Die Methode der Formgebung für die Organobleche wurde aus der Metallblechverarbeitung abgeleitet und für den Kompositwerkstoff weiterentwickelt.